# (3018) Godiva
(3018) Godiva (1982 KM) – planetoida z pasa głównego asteroid okrążająca Słońce w ciągu 3,65 lat w średniej odległości 2,37 j.a. Odkryta 21 maja 1982 roku.